# Rebusrally
Ett rebusrally är en sorts billektävling där lag bestående av 2-9 personer åker omkring i bil eller minibuss och löser rebusar och andra klurigheter under en dag. Rebusarnas lösning ger ett ortnamn, dit man skall åka och få reda på nästa rebus. På kvällen brukar det ordnas en fest där vinnarna presenteras.

## Rebusrallyn i Sverige
I Sverige ordnas flera rebusrallyn, de flesta är knutna till universitet och högskolor.
- Uppsala teknolog- och naturvetarkår anordnar Sveriges största rebusrally [1]. Det hade 115 startande ekipage 2023. I Uppsala ordnas även separata rallyn av Uplands (sedan 1956), V-Dala[2], Stockholms Nation[3], Värmlands nation[4],  Södermanlands-Nerikes nation och Kalmar nation.
- Vid Linköpings universitet ordnas två rebusrallyn per år sedan 1986[5][6]. Rallyt har under lång tid organiserats under Linköpings Studentspex men kopplingen med spexet har blivit mindre med tiden och numer är rallyt en självgående organisation.
- I Stockholmsområdet ordnas rebusrallyna av Kårspexet.

## Uppsala teknolog- och naturvetarkårs Rebusrally
Uppsala teknolog- och naturvetarkårs Rebusrally anordnas årligen i slutet av september. RallyKå är kommittén som under teknolog- och naturvetarkåren arrangerar rallyt. UTNs rebusrally arrangerades först 2003.